# Ken Thompson
Kenneth "Ken" Thompson (4 tháng 2 năm 1943) sinh ra ở New Orleans, Louisiana, thường được gọi là ken trong giới hacker, là một nhà khoa học máy tính tiên phong của Mỹ.
Ông nhận bằng cử nhân kỹ thuật điện vào năm 1965 và thạc sĩ khoa học máy tính vào năm 1966 ở UC Berkeley. Năm 1969, ken và đồng nghiệp là Dennis Ritchie đã tạo ra hệ điều hành UNIX tại Phòng thí nghiệm Bell. Unix có rất nhiều ứng dụng từ khi nó ra đời và trở thành xương sống của hạ tầng công nghệ máy tính của thế giới hiện đại. Hệ điều hành này cùng với các phiên bản của nó chạy trên nhiều thiết bị khác nhau từ siêu máy tính cho đến các điện thoại thông minh và cũng như mạng lưới ngân hàng và quân sự trên toàn thế giới. Ken Thompson cùng với Dennis Ritchie đã đoạt nhiều giải thưởng cao quý bao gồm Giải Turing (1983), Huy chương Quốc gia về Công nghệ và Sáng kiến Đổi mới (1999), và giải Japan Prize (2011).